# 腹側被蓋野
腹側被蓋野（ふくそくひがいや、ventral tegmental area, ventral tegmentum、VTA）は哺乳類の脳における中脳の一領域であり、被蓋腹側に位置する。被蓋とは脳幹の背側の領域を広く指す言葉であり、系統発生的に古い部分である（赤核や黒質も被蓋に含まれる）。この中の腹側被蓋野は黒質や赤核に囲まれた内側の領域である。
VTAのドーパミン神経は報酬や目標志向型の行動に中心的な役割を担っている。VTAのドーパミン放出神経細胞は様々な入出力パターンを持つものが混在しており、中にはドーパミンに加えてGABAやグルタミン酸を放出するドーパミン神経もいる。動機付け信号はVTAのドーパミン神経だけでなく、独自の回路を持っている非ドーパミン神経によっても生じている。ドーパミン神経も非ドーパミン神経も局所の抑制的、興奮的回路を使って入力された情報を統合し、出力発火パターンを形成している。様々な個々の入力、出力、局所回路は報酬行動や忌避行動を引き起こすのに十分であり、この小さな細胞集団の行動への寄与は非常に重要である。

## 重要なポイント
- VTAのドーパミン神経は様々な動機付け行動に寄与している
- 異なった行動は独自の神経回路を持った異なったドーパミン神経によって媒介されている
- VTAの出力神経細胞は他の脳領野からの情報を統合するだけでなく、GABA神経やグルタミン酸神経からの情報も統合し、微小回路を形成している
- VTAのGABA神経やグルタミン酸神経の一部はドーパミン神経と同じ脳領野から入出力を受けている
- VTAの神経細胞の一部は、ドーパミンとともに、グルタミン酸もしくはGABAを共放出する
- 遺伝子改変動物における光遺伝学的研究は強化学習や動機付けに関して独自の機能を持つVTAの神経細胞の発火パターンや結合形式を明らかにした

## VTAの神経細胞
VTAのドーパミン神経（ここではドーパミン産生酵素であるチロシン水酸化酵素を発現し、ドーパミンを放出する神経細胞と定義する。）は正や負の強化学習、意思決定、作業記憶、報酬の顕著性（価の絶対値）、刺激の顕著性、忌避刺激において重要な役割を担っている。これらの行動上の混在性は、VTAのドーパミン神経が様々な発火パターンや入出力パターンを持っていることを反映している。VTAのドーパミン神経の発火パターンは、局所性のグルタミン酸神経入力、GABA神経入力のみならず、様々な脳領野からの入力によって制御されている。VTAのGABA神経やグルタミン酸神経は局所回路の形成に関与するのみならず様々な脳領野に長距離投射を行っている。

## VTAが含まれる神経回路の研究
VTAの神経細胞とシナプスを形成している神経細胞を特定するため、超シナプス性の修正型のウイルスベクターが用いられる。Edward Callawayが開発した偽狂犬病ウイルスベクターが最も代表的である。加えて、遺伝子改変動物における光遺伝学的研究は報酬、罰、強化学習や動機付けに関して独自の機能をもつVTAの神経細胞の発火パターンや結合形式を明らかにした。